# Moderna tider
För andra betydelser, se Moderna tider (olika betydelser).
Moderna tider (originaltitel: Modern Times) är en amerikansk stumfilm från 1936 i regi och produktion av Charlie Chaplin, och med honom själv i huvudrollen. Moderna tider är Chaplins 75:e film. Den betraktas som en av filmhistoriens sista stumfilmer, fast den redan i original har musik av Chaplin samt inspelade ljudeffekter. Ledmotivet "Smile" fick senare text av John Turner och Geoffrey Parsons och blev en stor hit framförd av Nat King Cole. 1989 utsågs Moderna tider till en av de "kulturellt, historiskt eller estetiskt viktiga" filmer som listas i National Film Registry.

## Handling

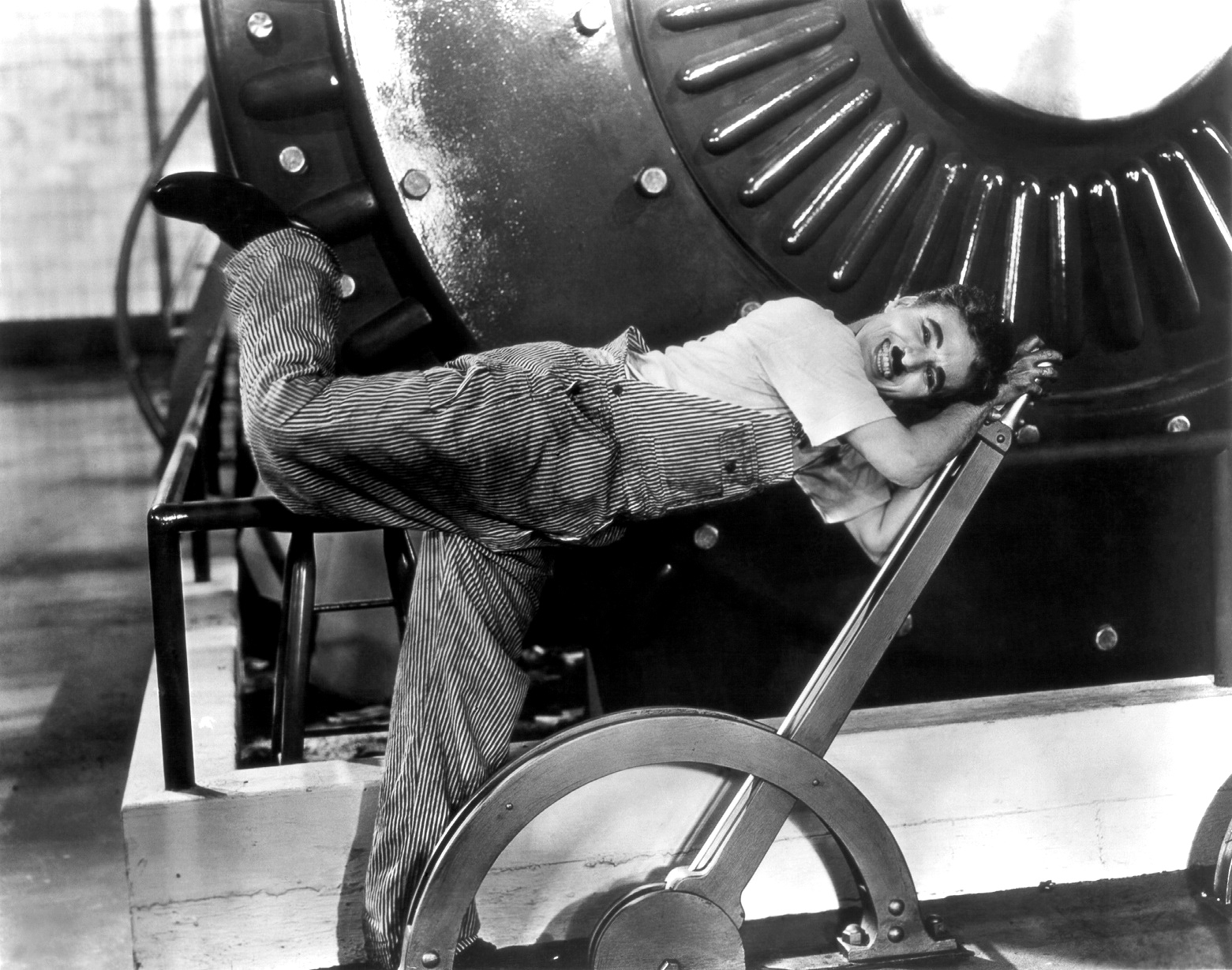
Charlie Chaplin i en berömd scen ur filmen.

Den lille luffaren arbetar som skruvåtdragare vid löpande bandet på en industrialiserad fabrik. När en matningsmaskin för arbetare ska provas blir han försökskanin. Maskinen går dock sönder och den lilla luffaren blir tokig och löper amok i fabriken och jagar folk med sina verktyg. Han läggs in på mentalsjukhus, men släpps snart ut igen. Han ser hur en lastbil tappar en röd flagga. Han springer efter bilen och viftar med flaggan för att föraren ska se att han tappat den. Oturligt nog kommer ett demonstrationståg bakom honom. Polisen arresterar honom i tron att han är demonstrationsledaren. I fängelset råkar han krydda sin mat med kokain som en annan fånge gömt i ett saltkar vilket får honom att agera på ett lustigt sätt vilket i förlängningen leder till att han hindrar en rymning. Han friges, vilket han inte vill, eftersom han trivdes i fängelset. Han får anställning på ett varv, men lossar en kil på ett olämpligt ställe, vilket resulterar i att ett ännu ej färdigbyggt fartyg åker i sjön.
En fattig flicka springer in i honom efter att ha stulit en limpa bröd, och till polisen säger Den lille luffaren att det var han som stal brödet i hopp om att återigen hamna i fängelse. Polisbilen kraschar dock och de faller ur. Han och flickan fantiserar om ett litet hem och han beslutar sig för att än en gång söka arbete. Han anställs som nattvakt på ett varuhus och han släpper in flickan och de åker runt på rullskridskor. Flickan somnar på sängavdelningen. Den lille luffaren möter där tre inbrottstjuvar som han dricker tillsammans med och han somnar bland damkläderna. Han blir återigen arresterad, men flickan möter honom när han kommer ut igen och överraskar honom med ett hem, ett fallfärdigt skjul vid vattnet. Han börjar arbeta på fabrik igen, där han självklart ställer till det igen och får förmannen att bokstavligen fastna i maskineriet. Det blir strejk och han blir tagen av polisen igen. Flickan dansar utanför en restaurang och blir anställd som dansare där. Hon skaffar även en provanställning åt Den lille luffaren på restaurangen som sjungande servitör, men eftersom han inte kan lära sig texten, skriver flickan av den på hans manschett. Hans manschetter flyger dock av honom i det inledande dansnumret, han sjunger då istället på ett påhittat nonsensspråk och gör succé (på grund av problemet med manschetten, brukar sången kallas "Manschettvisan"). Han får fast anställning men flickan är dock efterlyst för lösdriveri och polisen dyker igen upp. De lyckas än en gång rymma och går tillsammans mot solnedgången.

## Rollista (i urval)

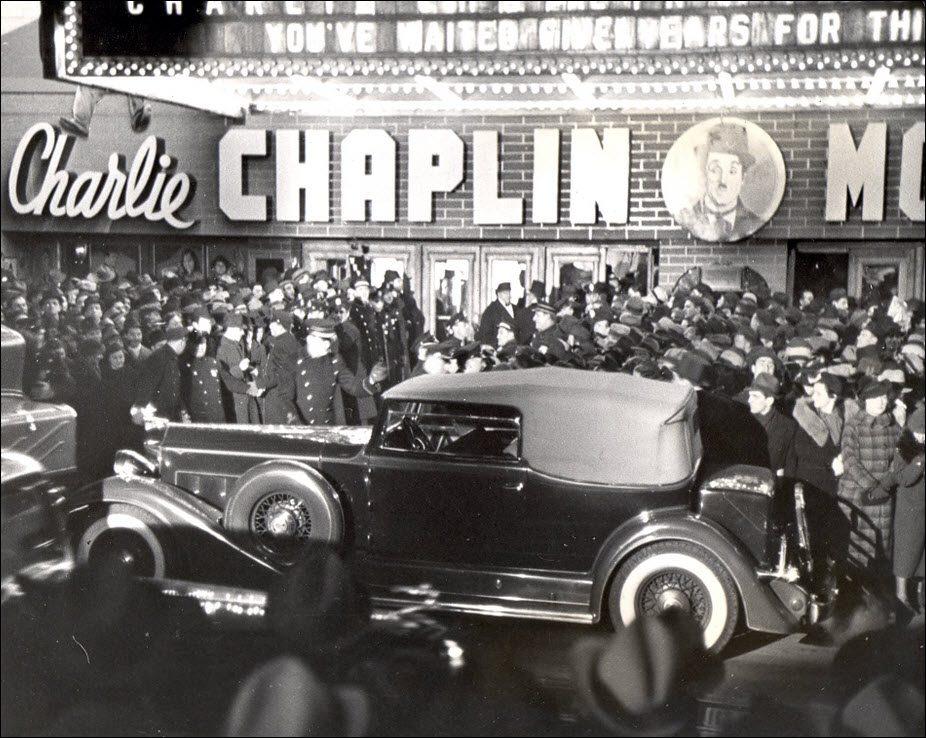
Bild från världspremiären av Moderna tider.

"Flickan" refereras till i undertexterna som "Gamin", ett svåröversatt ord som betyder ungefär "lekfullt flickebarn", "flicksnärta".
- Charlie Chaplin - Fabriksarbetare
- Paulette Goddard - Flickan/Ellen Peterson "The Gamin"
- Henry Bergman - Caféägare
- Tiny Sandford - Big Bill (som Stanley Sandford)
- Chester Conklin - Mekaniker
- Al Ernest Garcia - Verkställande direktör på Electro Steel Corp
- Stanley Blystone - Gamins far
- Richard Alexander - Cellgrannen i fängelset
- Cecil Reynolds - en präst
- Mira McKinney - prästens fru
- Murdock MacQuarrie - J. Widdecombe Billows, uppfinnare
- Wilfred Lucas - Juvenile Officer
- Edward LeSaint - Sheriff Couler
- Fred Malatesta - Caféets hovmästare
- Sammy Stein - Turbinoperatör
- Hank Mann - Inbrottstjuv med Big Bill
- Louis Natheaux - Inbrottstjuv med Big Bill
- Gloria DeHaven - Gamins syster (ej krediterad)